# Nimo Boulhan Houssein
 (mars 2023).
Pour les articles homonymes, voir Hussein.
Nimo Boulhan Houssein  est une femme politique djiboutienne. Plusieurs fois ministre, elle est également parlementaire.

## Biographie

### Origines et études
Nimo Boulhan Houssein est une enseignante de formation et inspectrice de l’éducation nationale.

### Carrière politique
Nimo Boulhan Houssein est parlementaire, et ministre djiboutienne de la promotion de la femme du bien-être familial et des affaires sociales et ministre de l’éducation nationale de Djibouti,,,,,.